# Manas (religia)
Manas – termin oznaczający umysł w religiach dharmicznych.

## Hinduizm
Jedna z tattw w filozofii indyjskiej, pan zmysłów, najaktywniejsza część ahamkary i zarazem antahkarany. Powstaje z równych części sattwicznej i radźasowej
. Siedzibą manasu jest brahmarandhra lub manasćakra. Bóstwem manasu jest Ćandra.